# Bulleringa National Park
Bulleringa National Park är en park i Australien. Den ligger i delstaten Queensland, omkring 1 400 kilometer nordväst om delstatshuvudstaden Brisbane.
Trakten runt Bulleringa National Park är nära nog obefolkad, med mindre än två invånare per kvadratkilometer.. Det finns inga samhällen i närheten.
Omgivningarna runt Bulleringa National Park är huvudsakligen savann. Genomsnittlig årsnederbörd är 884 millimeter. Den regnigaste månaden är januari, med i genomsnitt 255 mm nederbörd, och den torraste är augusti, med 2 mm nederbörd.